# Hydractinia exigua
Hydractinia exigua is een hydroïdpoliep uit de familie Hydractiniidae. De poliep komt uit het geslacht Hydractinia. Hydractinia exigua werd in 1880 voor het eerst wetenschappelijk beschreven door Haeckel. 